# Джурхуус, Янус

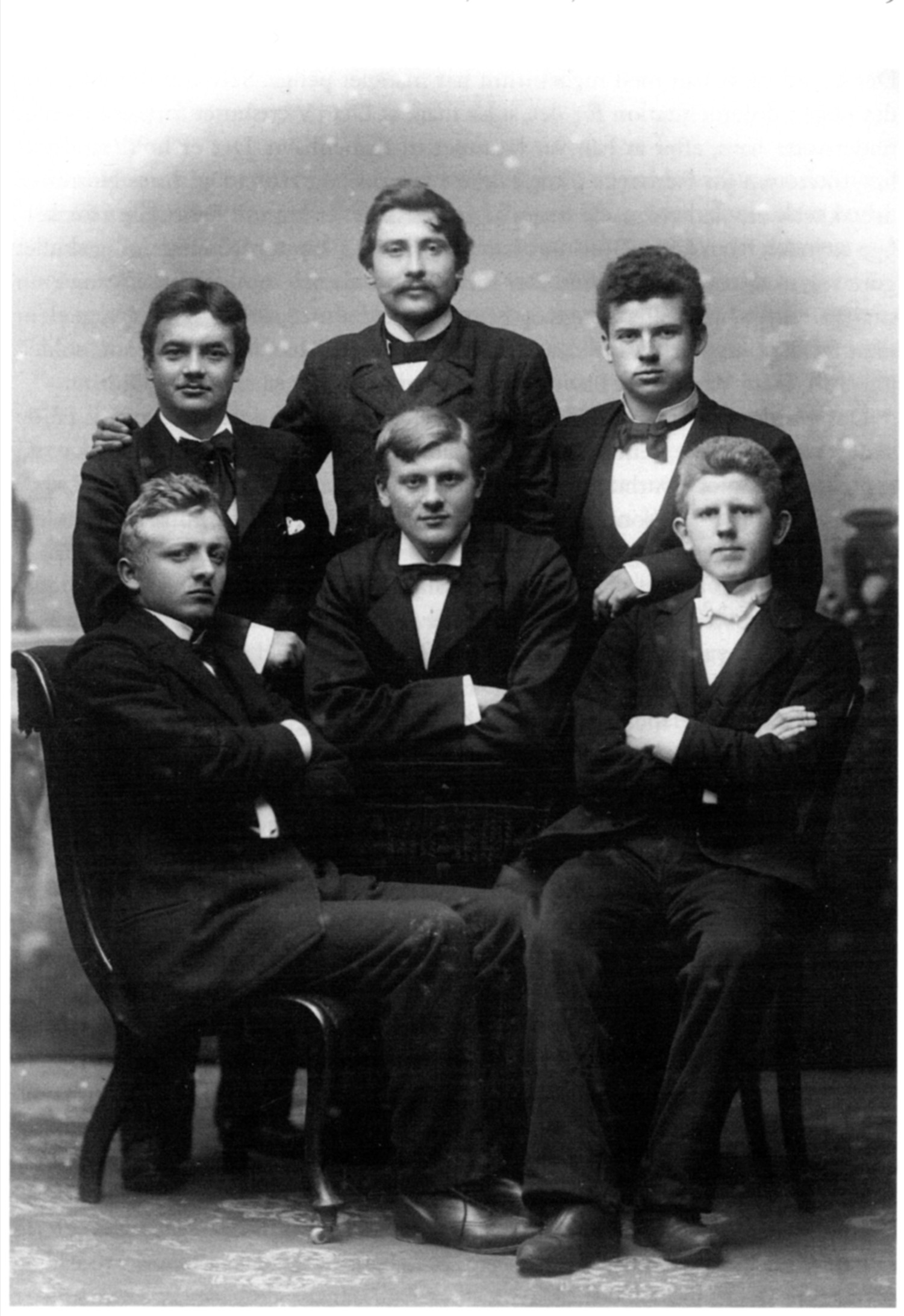
Янус Джурхуус (в первом ряду слева) в 1900 г. (задний ряд, слева направо) Якуп Даль, Магнус Даль и Йогван Вагстейн; (передний ряд) Петер Даль (Petur Dahl) и Олуф Скалум (Oluf Skaalum)

Йенс (Янус) Хендрик Оливер Джурхуус (фар. Jens (Janus) Hendrik Oliver Djurhuus; 26 февраля 1881 года, Торсхавн — 1 сентября 1948 года, там же) — первый современный фарерский поэт.

## Жизнь и творчество
Родители — Оула Йоакуп Джурхуус (Óla Jákup Djurhuus) (1832—1909) и Эльза Мари, урождённая Поульсен из Хёсвуйка (1847—1897). Дед — Йенс Кристиан Джурхуус. Младший брат Ханс Андреас Джурхуус также был поэтом.
Джурхуус рассказывал, что «поэтическое крещение» он получил в школе, когда услышал стихи Якупа Даля — проректора школы и переводчика Библии, автора первой школьной грамматики на Фарерском языке.
Получил специальность юриста-правоведа. После успешной сдачи вступительных экзаменов в 1897 году отправился в Данию для подготовки к обучению в университете, сначала в Копенгагене, а затем в Борнхольме. В 1900 году сдал квалификационные экзамены. Окончил учебное заведение с кандидатской степенью в 1911 году, а затем как юрист практиковал в Копенгагене до конца 1930-х годов. Потом он вернулся на Фарерские острова, чтобы практиковать и там. Учась, он поддерживал связь с родиной через местных студентов.
В 1901 году опубликовано первое стихотворение — «Blíð er summarnátt á Føroya landi». В 1914 году на фарерском языке опубликован первый сборник стихов Yrkingar. Впоследствии было издано ещё четыре сборника стихов.
Джурхуус также изучал классическую филологию. Он опубликовал в переводе на фарерский язык произведения древнегреческих и латинских авторов, в том числе «Диалоги» Платона и стихи Сапфо, (посмертно) поэтический перевод Илиады. Также он опубликовал переводы стихотворных произведений Гёте, Данте, Генриха Гейне и Густава Фрединга. Известна история о том, как однажды, когда греческий пароход стоял в Торсхавне, Джурхуус поднялся на борт и пошёл к капитану под видом юнги. По прибытии к капитану он начал декламировать отрывки из эпоса Одиссея на древнегреческом языке. Капитан был в изумлении.
Поэзия Януса Джурхууса вобрала в себя классическую и скандинавскую мифологию. В языке его стихов привлекают современный фарерский язык и язык традиционной баллады, а также древняя и современная поэзия других скандинавских языков. Ритм его стихов находится под влиянием древнегреческой и современной немецкой поэзии.

## Литературное творчество
Поэзия Джурхууса представляла собой прорыв в современной литературе на фарерском языке. Его поэзии была «среди лучших» образцов современной скандинавской письменности. Поэзия Джурхууса — явление большой проницательности и музыкальности. У себя на родине он считается великим поэтом, первым фарерским писателем.
В его поэзии ощущается национальный романтизм.

## Избранные труды

### Поэзия
- Yrkingar. Copenhagen: Hitt Føroyska Studentafelagið, 1914. Rev. ed. 1923. OCLC 41390587
- Nyggjar Yrkingar. Copenhagen: Hitt Føroyska Studentafelagið, 1938. OCLC 465720164
- Carmina. Tórshavn: H.N. Jacobsen, 1941. OCLC 729143860
- Moriendo. Tórshavn: Norrøna forlagið, 1944. OCLC 19884120
- Yrkingar 1898—1948. Ed. Christian Matras. Copenhagen: Mentunargrunnur Studentafelagsins, 1988. OCLC 25370149 OCLC 25370149 (собрание сочинений)

### Переводы
- Plato. Symposion—Gorgias. Copenhagen: Føroyingafelag, 1938. OCLC 44024260
- Homer. Ilionskvæði. Tórshavn, 1967. OCLC 559676478

## Память
20 сентября 2004 года Фарерским почтовым отделением была выпущена серия марок, посвящённая Янусу Джурхуусу с блоком из десяти марок. Серия разработана художником Эли Анкер Петерсеном с иллюстрациями десяти его стихотворений. Эта серия марок стала особо популярной их общего выпуска марок за год.

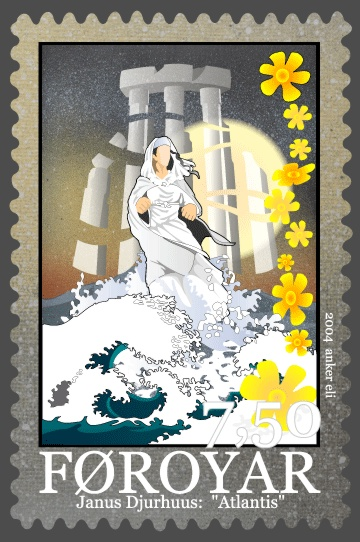
Поэма «Atlantis»
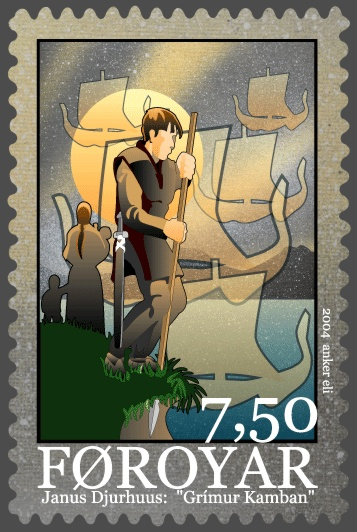
Поэма «Grímur Kamban»
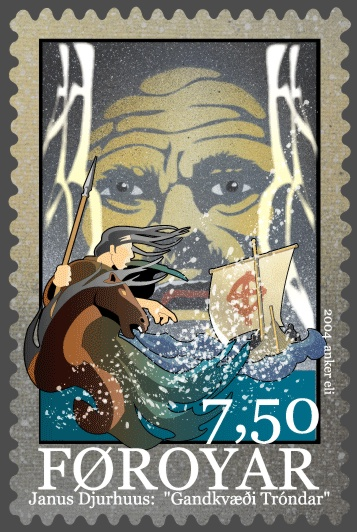
Поэма «Gandkvæði Tróndar»
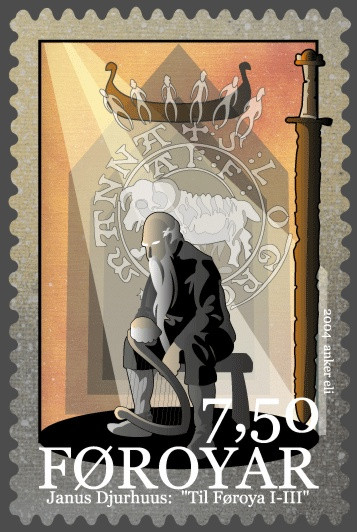
Поэма «Til Føroya I—III»
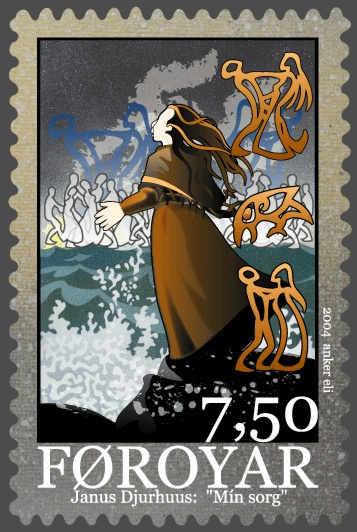
Поэма «Mín Sorg»
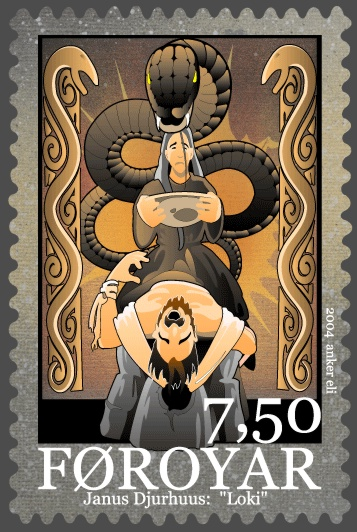
Поэма «Loki»
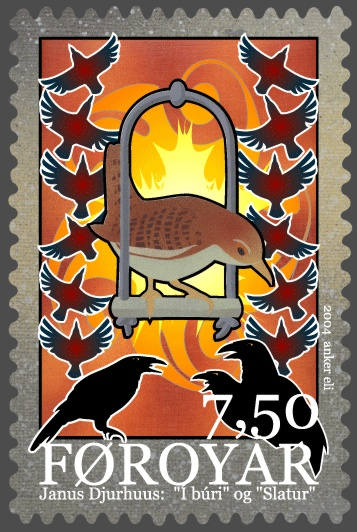
Поэма «I búri» and «Slatur»
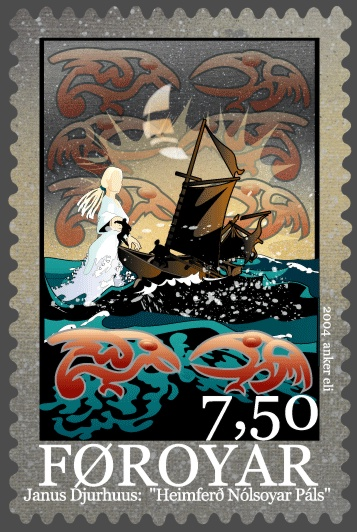
Поэма «Heimferð Nólsoyar Páls»
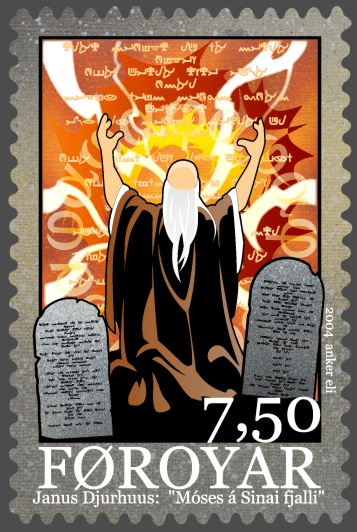
Поэма «Móses á Sinai fjalli»
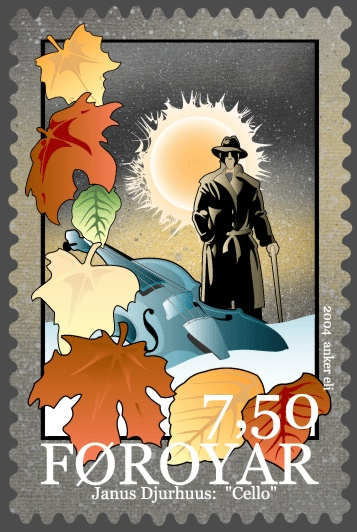
Поэма «Cello»